# Groot-Rusland
Groot-Rusland (Russisch: Великороссия, [Velikorossieja]), van oorsprong Groot Roes', is de vroegere naam die tussen de 17e eeuw en het begin van de 20e eeuw gebruikt werd voor de gebieden van "Rusland in strikte zin"; het land dat de kern vormde van Moskovië en later Rusland (30 gouvernementen) en vooral werd bewoond door Russen. De naam staat gelijk aan het Griekse Makra Rosia (Μακρα Ρωσία), dat werd gebruikt door de Byzantijnen voor het noordelijke deel van het Land van de Roes. De naam werd later overgenomen door de Moskovieten en nog later door de Russische tsaren en keizers, wier officiële titel letterlijk luidde: "De Soeverein van alle Roes: de Grote, de Kleine en de Witte".
De verwante termen Groot-Russische taal (Великорусский язык; Velikoroesski jazyk) en Groot-Russen (Великороссы; Velikorossy) worden weinig meer gebruikt.